# Colusión
Una colusión es un acuerdo entre dos o más partes para limitar la competencia. Esto lo hacen de manera secreta o ilegal, engañando a otros sobre sus derechos legales, bien para obtener un objetivo prohibido por la ley o bien para obtener una ventaja injusta en el mercado. Los acuerdos más comunes se producen para dividir un mercado, establecer precios, limitar la producción o limitar las oportunidades. Colusión proviene del vocablo latino collusio, convenio a través del cual se pretende alcanzar cierto provecho a costa de un tercero, valiéndose de medios fraudulentos.

## Economía
En economía se denomina al objeto que se decide comprar
mercado determinado definen que cada una actuará de manera concertada respecto del resto de las demás empresas. El fin de este tipo de acuerdos es que cada una de las empresas participantes en la colusión tome control de una determinada porción del mercado en el que operan, y actuar de manera consistente en el país con algo llamado monopolio, impidiendo a otras empresas entrar al mercado.
Según el modelo de competencia de Bertrand, si se rompe la colusión se da inicio a una bajada de precios, hasta que llega al equilibrio de Nash en el punto de competencia perfecta.

## Psicología
Analizando la Teoría de la comunicación humana de Paul Watzlawick el término se utiliza para indicar la situación en la que una persona debe buscar a otra que con su manera de ser posibilite y ratifique su propia forma de ser.
Con ello se quiere indicar un arreglo sutil, un quid pro quo, un acuerdo en el plano de la relación (a lo mejor sin que se tenga idea de ello) por el que se deja que el otro lo confirme y ratifique como la persona que se cree ser. Como toda colusión presupone necesariamente que el otro tiene que ser exactamente de por sí como uno quiere, esta desemboca inevitablemente en una paradoja[...] Esta es la paradoja de la espontaneidad rara impuesta. Consiste en la imposibilidad de actuar de forma espontánea bajo el deseo o imposición de la propia persona o de un tercero, ya que ambas actitudes son opuestas no pudiéndose dar una al mismo tiempo que la otra.

## Derecho
Para el derecho colusión es “convenio o contrato hecho entre dos o más personas en forma clandestina, con el objeto de defraudar o perjudicar a alguien”. Se trata aquí de un sinónimo del término concertación y consiste en ponerse de acuerdo subrepticiamente con los interesados en lo que la ley no permita. Esta concertación es en principio lícita, pues esa es precisamente a función del funcionario: debe iniciar tratativas y llegar a acuerdos con los privados contratantes. Pero al hacerlo debe defender los intereses de la administración pública. Por eso para ser indebida y penalmente relevante, esta “colusión” debe contener el elemento de fraude.

### Tipicidad objetiva
En cuanto a la tipicidad objetiva del delito de colusión, puede afirmarse que son tres los elementos conformadores de este tipo: 
- Sujeto activo: el sujeto activo del delito será el funcionario público con capacidad de incidir en el proceso de contratación, no es necesario que tenga facultades para suscribir el contrato o pertenezca al comité de selección.
- Concertación: la concertación es el acuerdo colusorio ilícito entre el funcionario público y el particular interesado. Este acuerdo se lleva a cabo de forma dolosa y posee un carácter ilícito y está dirigido a defraudar al Estado.
- Contexto de contratación estatal: la contratación pública se realiza en el marco de cualquier tipo de operación, contrato administrativo o civil que tenga naturaleza económica con participación estatal. No es necesario que esté regido por la Ley de Contrataciones del Estado.

Para poder considerar defraudatoria la actuación de un funcionario público en la celebración o ejecución de un contrato con un particular, resulta necesario que acuerde con el particular la imposición de condiciones contractuales menos ventajosas para el Estado de las que se podría haber alcanzado en ese momento mediante una labor de negociación, estas condiciones podrían ser por ejemplo: elevar el precio de la contraprestación privada, aceptar bienes de menor calidad, omitir el cobro de penalidades, pactar y cobrar comisiones ilegales para la adjudicación de la buena pro.

### Bien jurídico protegido
Como en todos los delitos contra la Administración Pública, el bien jurídico protegido es el normal y recto funcionamiento de la administración pública que resulta manifestación material del Estado. En tanto que el bien jurídico protegido específico o particular es la regularidad, el prestigio y los intereses patrimoniales de la administración pública, expresados en la idoneidad y celo profesional en el cumplimiento de las obligaciones funcionales por parte de los funcionarios o servidores públicos.
El funcionario o servidor público que por razón de su cargo tiene que ver con el patrimonio del Estado tiene la obligación especial de cautelarlo y protegerlo y solo usarlo en beneficio del propio Estado. Caso contrario, si aprovecha de tal posición para obtener beneficio personal o de tercero en perjuicio del patrimonio estatal infringe su deber funcional y, por tanto, es pasible de ser imputado el delito de colusión ya sea en su modalidad simple o agravada.[cita requerida]